# Bad Homburg Open 2021
Il Bad Homburg Open 2021 è un torneo di tennis femminile che si gioca su campi in erba all'aperto. È la prima edizione del Bad Homburg Open e fa parte della categoria WTA 250 del WTA Tour 2021. Si è tenuotal TC Bad Homburg di Bad Homburg, in Germania, dal 20 al 26 giugno 2021.

## Partecipanti

### Teste di serie
| Nazionalità | Giocatrice          | Ranking* | Testa di serie |
| ----------- | ------------------- | -------- | -------------- |
| Rep. Ceca   | Petra Kvitová       | 11       | 1              |
| Bielorussia | Viktoryja Azaranka  | 16       | 2              |
| Stati Uniti | Jessica Pegula      | 26       | 3              |
| Germania    | Angelique Kerber    | 27       | 4              |
| Argentina   | Nadia Podoroska     | 42       | 5              |
| Romania     | Sorana Cîrstea      | 45       | 6              |
| Spagna      | Sara Sorribes Tormo | 53       | 7              |
| Germania    | Laura Siegemund     | 55       | 8              |

* Ranking al 14 giugno 2021.

### Altre partecipanti
Le seguenti giocatrici hanno ricevuto una wild card per il tabellone principale:
- Viktoryja Azaranka
- Mona Barthel
- Mara Guth

Le seguenti giocatrici sono passate dalle qualificazioni:

- Julija Hatouka
- Ekaterina Jašina
- Katarzyna Piter
- Anna Zaja

La seguente giocatrice è entrata nel tabellone principale come lucky loser:
- Riya Bhatia

### Ritiri
Prima del torneo
- Irina-Camelia Begu → sostituita da  Andrea Petković
- Jennifer Brady → sostituita da  Varvara Gračëva
- Caroline Garcia → sostituita da  Misaki Doi
- Barbora Krejčíková → sostituita da  Tamara Korpatsch
- Maria Sakkarī → sostituita da  Clara Tauson
- Jil Teichmann → sostituita da  Arantxa Rus
- Alison Van Uytvanck → sostituita da  Martina Trevisan

## Partecipanti al doppio

### Teste di serie
| Nazione  | Giocatrice      | Nazione     | Giocatrice         | Rank1 | Teste di serie |
| -------- | --------------- | ----------- | ------------------ | ----- | -------------- |
| Croazia  | Darija Jurak    | Slovenia    | Andreja Klepač     | 68    | 1              |
| Ucraina  | Nadežda Kičenok | Romania     | Ioana Raluca Olaru | 87    | 2              |
| Russia   | Anna Blinkova   | Paesi Bassi | Arantxa Rus        | 125   | 3              |
| Giappone | Miyu Katō       | Rep. Ceca   | Renata Voráčová    | 143   | 4              |

* Ranking al 31 maggio 2021.

### Altre partecipanti
Le seguenti coppie di giocatrici hanno ricevuto una wild card per il tabellone principale:
- Mara Guth /  Julia Middendorf

## Punti
| Evento    | V   | F   | SF  | QF | 2T | 1T   | Q    | Q2   | Q1   |
| Singolare | 250 | 180 | 110 | 60 | 30 | 1    | 18   | 12   | 1    |
| Doppio    | 250 | 180 | 110 | 60 | 1  | N.D. | N.D. | N.D. | N.D. |

## Montepremi
| Evento    | V        | F       | SF      | QF      | 2T      | 1T     | Q3     | Q2     | Q1     |
| Singolare | 163085 $ | 86840 $ | 46345 $ | 24880 $ | 13311 $ | 6398 $ | 3791 $ | 2021 $ | 1122 $ |
| Doppio    | 50876 $  | 27155 $ | 14845 $ | 7562 $  | 4098 $  | N.D.   | N.D.   | N.D.   | N.D.   |

*per team

## Campionesse

### Singolare
Angelique Kerber ha sconfitto in finale  Kateřina Siniaková con il punteggio di 6-3, 6-2.

### Doppio
Darija Jurak /  Andreja Klepač ha sconfitto in finale  Nadežda Kičenok /  Ioana Raluca Olaru con il punteggio di 6-3, 6-1.